# Дуліби (західні)
Дуліби (західні), дудліби, дудлеби (староцерк.-слов. Дулѣбы; чеськ. Doudlebové, Dúdlebi, Dúdlebové) — одне із племенінних об'єднань західних слов'ян, які заселяли Південну Богемію, представлене пам'ятками празько-корчацької та лука-райковецької археологічних культур. У Південній Чехії дудліби разом з болетичами та нетоличами стали основою слов'янського розселення і передумовою для створення Чеської держави.

## Етимологія
Назва племені дудліби дуже стара, вона має свої паралелі в хорутанських дулібах, в волинських дулібах. Це був племінний союз, який під час великого переселення народів розпався на чеських дулібів і дулібів у басейні рік Прип'яті і Бугу.
Західнослов'янське плем'я, що жило в IX столітті в верхній частині басейну р. Влтави, поруч з містом Дудлеби. У Аль Масуді згадуються як «дулабе». Дуліби вважаються чеським племенем, як і пшовани, злічани, літомеричі, лучани, седлічани, дечани і лемузи. Етнонім дуліби є одним із найстаріших слов'янських етнонімів, поряд з сербами і хорватами. На думку Крістофера Фокта, цілком імовірно, що вони не виникли в різних регіонах незалежно один від одного, а їх розселення є наслідком міграцій та етногенезу. Середньовічний польський хроніст Ян Длугош стверджував на основі старожитніх літописів, що дуліби були «єдиним племенем», у якого був прародитель на ім'я Дуліб.
Згідно чеського дослідника середини ХІХ ст., Павла Шафарика, літописні дуліби й тиверці є одним племенем толковини — тобто «толкові люди», «мудрі люди» (самоназва одного племені званого іноземцями як різні племена). Однак на сьогодні дані гіпотези вважаються анахронізмом.
Проте, найімовірнішою, на думку більшості вчених, зокрема О. М. Трубачова, є версія, що племінна назва *dudlěbi є запозичення з германських мов, де *daud-laiba- означає “спадок мерця”. Менш імовірними вважають етимології герм. *þeuda-laiba - ”спадок народу”, Лер-Сплавінського, яке мало би дати форму *tjudlěbi, герм. *Dudl-eiba - “країна волинок”, проблематичним є трактування *Dudl-ěb - “долина, низина”, тобто дуліби — жителі низин, долин. У деяких слов'янських мовах (російській, болгарській) слово «дулеб», «дулуп», що походить від того ж кореня, означає дурного, безтолкового, сліпого, косоокого чоловіка, батрака, що ймовірно є результатом пейоративізації племінної назви.

## Історія
В. Ключевський та Б. Греков вважали, що існував великий військовий союз чи федерація антських князів під проводом дулібів. Гегемонія дулібів поширювалася на весь підвладний їм регіон ще в VI ст., але після аварського завоювання дулібський племінний союз розпався, і частина його територій підпала під залежність Аварського каганату. Згідно з однією з численних гіпотез, які наразі не можуть бути підтверджені або спростовані, після розпаду племінного союзу одні дуліби залишилися на Волині, а інші попрямували на південь і врешті-решт оселилися в Паннонії.
Через тривалу експлуатацію аварами слов'янські племена переселилися з Паннонії в VI столітті. Дудліби, разом з болетичами і нетоличами, вважаються одним з трьох гіпотетичних племен, які брали участь у заселенні Південної Богемії і Шумави з VI і особливо VII століття під час так званої другої хвилі слов'янського заселення в Богемії. Разом з племенами літомеричами і дечанами на півночі і домажличами на заході брали з чехами на чолі в об'єднанні і формуванні чеської народності і чеської держави Пршемислідів.